# St. Pankratius (Augsburg-Lechhausen)

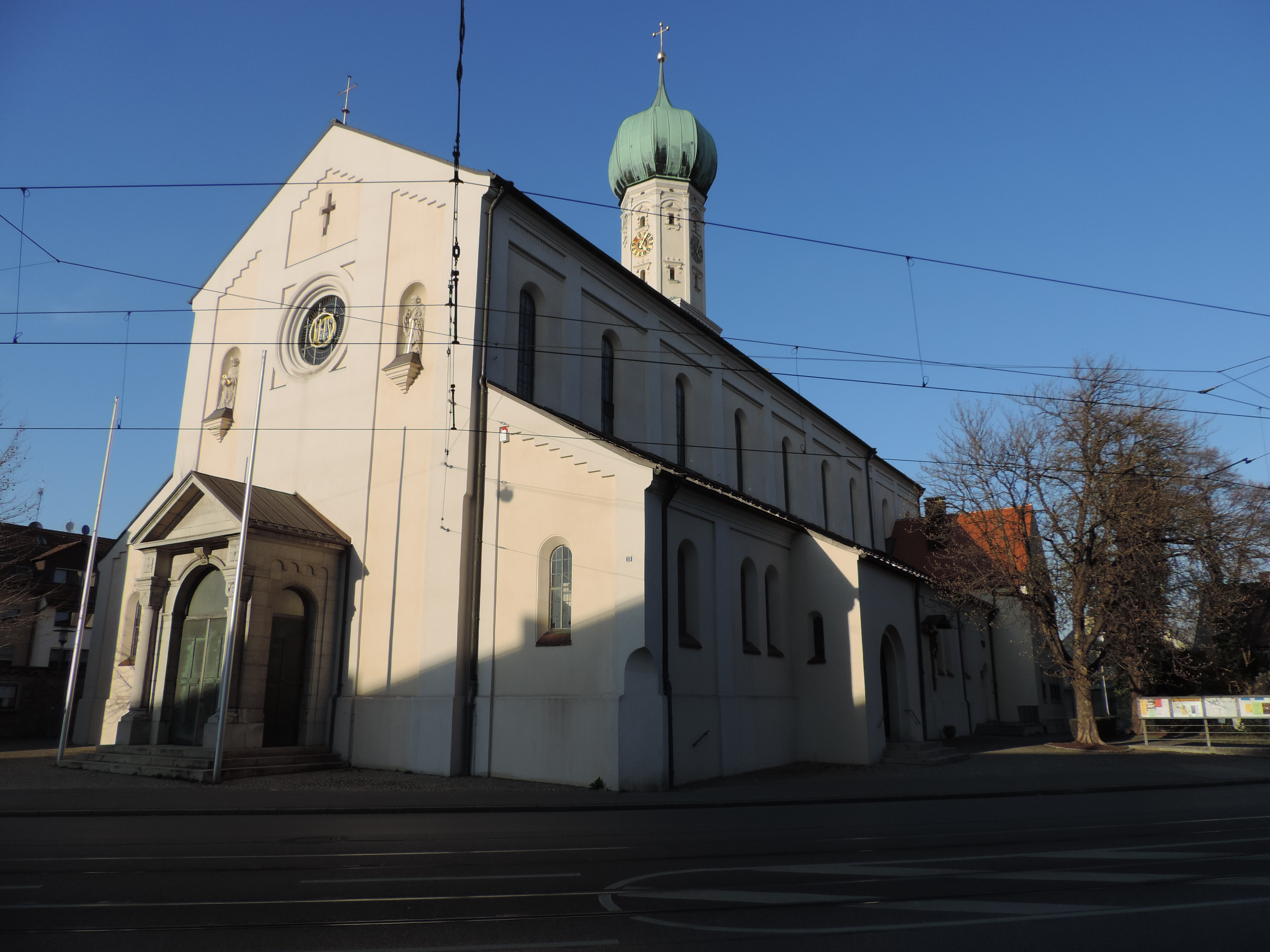
St. Pankratius in Lechhausen

Die römisch-katholische Pfarrkirche St. Pankratius steht in Lechhausen, einem Stadtteil von Augsburg. Das Bauwerk ist in der Liste der Baudenkmäler in Augsburg-Lechhausen als Baudenkmal unter der Nr. D-7-61-000-183 eingetragen.

## Beschreibung
Die Basilika wurde 1867 im spätklassizistischen Baustil von Karl Friedrich Andreas Klumpp dem Jüngeren erbaut. Ihr Langhaus besteht aus einem Mittelschiff und zwei Seitenschiffen. Im Osten des Mittelschiffs befindet sich der eingezogene, halbrund geschlossene Chor. An seiner Nordwand ist der Chorflankenturm, an seiner Südwand die Sakristei angebaut. Der Chorflankenturm wurde, nachdem er sich zu neigen begann, 1929 nach einem Entwurf von Albert Kirchmayer neu aufgebaut. Er erhielt achteckige Obergeschosse und wurde mit einer Zwiebelhaube bedeckt. Nach der Zerstörung im Zweiten Weltkrieg wurde sie vereinfacht wieder aufgebaut.